# Max Ehinger (Sportjournalist)
Max Ehinger (* 22. Mai 1908 in Basel; † 17. Juli 1974 ebenda) war ein Schweizer Sportjournalist und -historiker.

## Leben
Max Ehinger besuchte Schulen in Basel und die Ecole de Commerce in Neuenburg. Nach einer kaufmännischen Lehre arbeitete er im Handel. Er war in Italien, England, Deutschland und Algerien tätig. Selbst sportlich als Fußballer und Leichtathlet aktiv, wandte er sich dann dem Sportjournalismus zu. Seine journalistische Karriere begann er um 1930 bei den damaligen Basler Nachrichten, wo er bis 1944 das Sport-Ressort leitete. 1944 bis 1974 war er Chefredaktor der Sport-Toto-Zeitung, der Zeitschrift der Sport-Toto-Gesellschaft. Diese Zeitschrift wurde inzwischen nach dem Namen vom Basler Verlag Tip als TIP Zeitschrift umbenannt. 
Ehinger war von 1950 bis 1956 Zentralpräsident des Verbandes Schweizer Sportjournalisten (VSSJ), der 1938 gegründet wurde und eine der nationalen Mitgliedsorganisationen der Association Internationale de la Presse Sportive ist. Von 1956 bis 1964 übte er das Amt des Generalsekretärs der Association Internationale de la Presse Sportive (AIPS), dem Weltverband der Sportjournalisten, aus. 1973 wurde er Ehrenmitglied des Leitungsausschusses (Management Committee) der Association Internationale de la Presse Sportive.
Zwischen 1949 und 1968 veröffentlichte Ehinger mehrere Bücher über das Thema Sport.

## Schriften
- Max Ehinger: Das Olympische Fussball-Turnier. In: Julius Wagner: XIV. OLYMPIADE Die Olympischen Spiele St. Moritz – London 1948, (Zwei Teile in einem Band). Zürich: Hermes Verlag, 1949, 323 Seiten
- Rolf Bögli, Max Ehinger: Sport und Turnen in der Schweiz, Zürich: Schweizerischer Landesverband für Leibesübungen, 1954, 56 Seiten
- Max Ehinger (Red.): Trainingsfibel. Kleines Handbuch für Sportler und Sportfreunde, Basel: Tip, 1954, 48 Seiten
- Harry Thommen (Hrsg.) und Max Ehinger (Textredaktion): Fussball Weltmeisterschaft 1954: Offizielles Erinnerungswerk Coupe Jules Rimet, Olten: Otto Walter, Internationale Ausgabe. Hrsg. unter dem Patronat des „Schweizerischen Organisations-Komitees der Fussball-Weltmeisterschaft 1954“, 1954, 160 Seiten
- Max Ehinger. 25 Jahre Sport-Toto: 1938–63, Basel: Sport-Toto-Gesellschaft, 1963, 73 Seiten
- Max Ehinger (Text) und Alfred Pauletto (Illustrationen): Evviva la Pro Ponte: Sport wie er damals war… Basel: Verlag TIP, 1968, 87 Seiten